# 1502 w literaturze
Wydarzenia literackie w 1502 roku.

## Nowe poezje
- Baptysta Spagnoli – Sylvae

## Urodzili się
- Guillaume Bigot, poeta francuski
- Damião de Góis, portugalski kronikarz

## Zmarli
- Sōgi, japoński mnich i poeta